# Калина (селище)
Кали́на (рос. Калина) — селище у складі Комишловського району Свердловської області. Входить до складу Галкинського сільського поселення.
Населення — 227 осіб (2010, 248 у 2002).
Національний склад станом на 2002 рік: росіяни — 95 %.